# Брианца

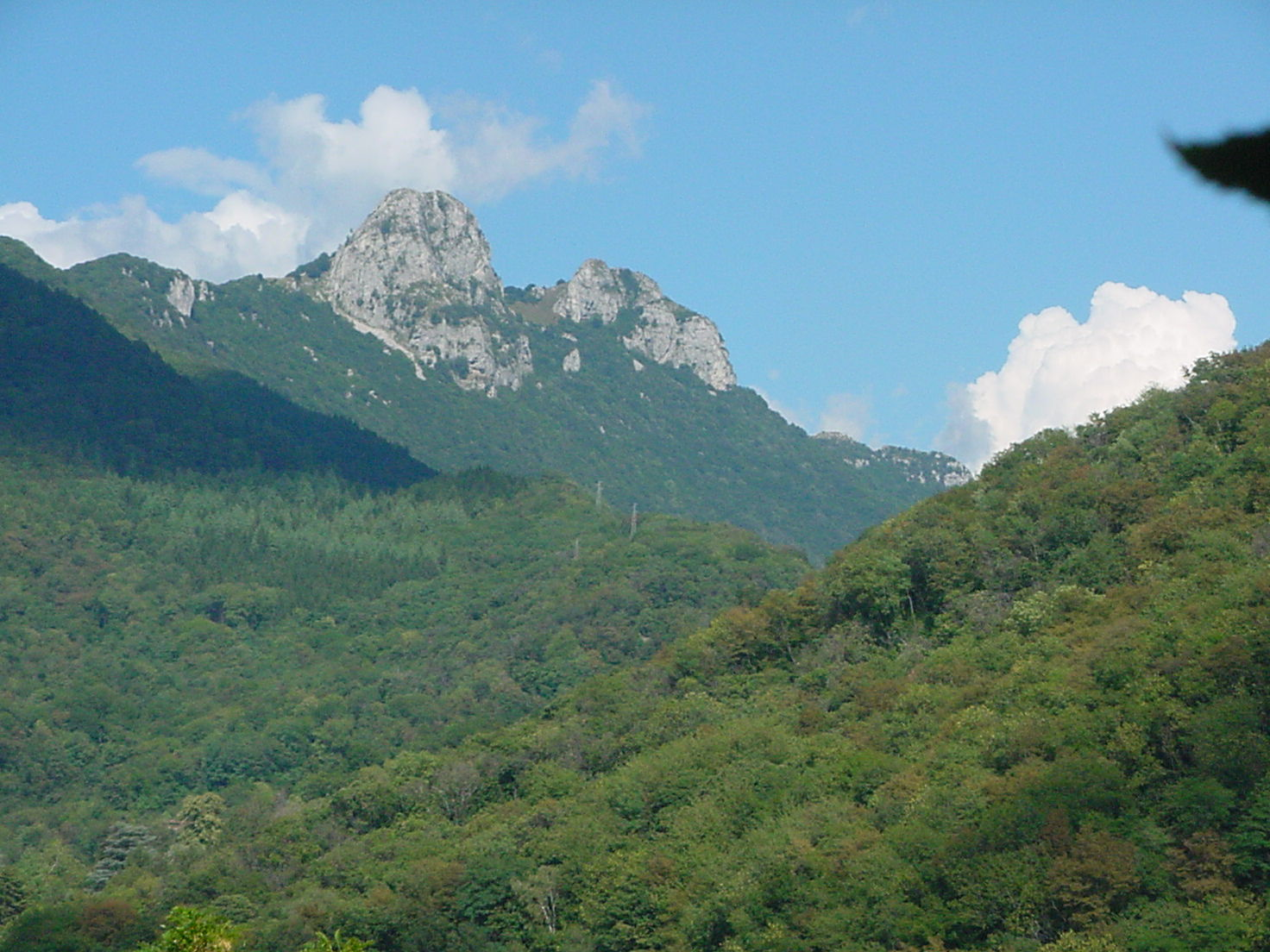
Корни-ди-Канцо

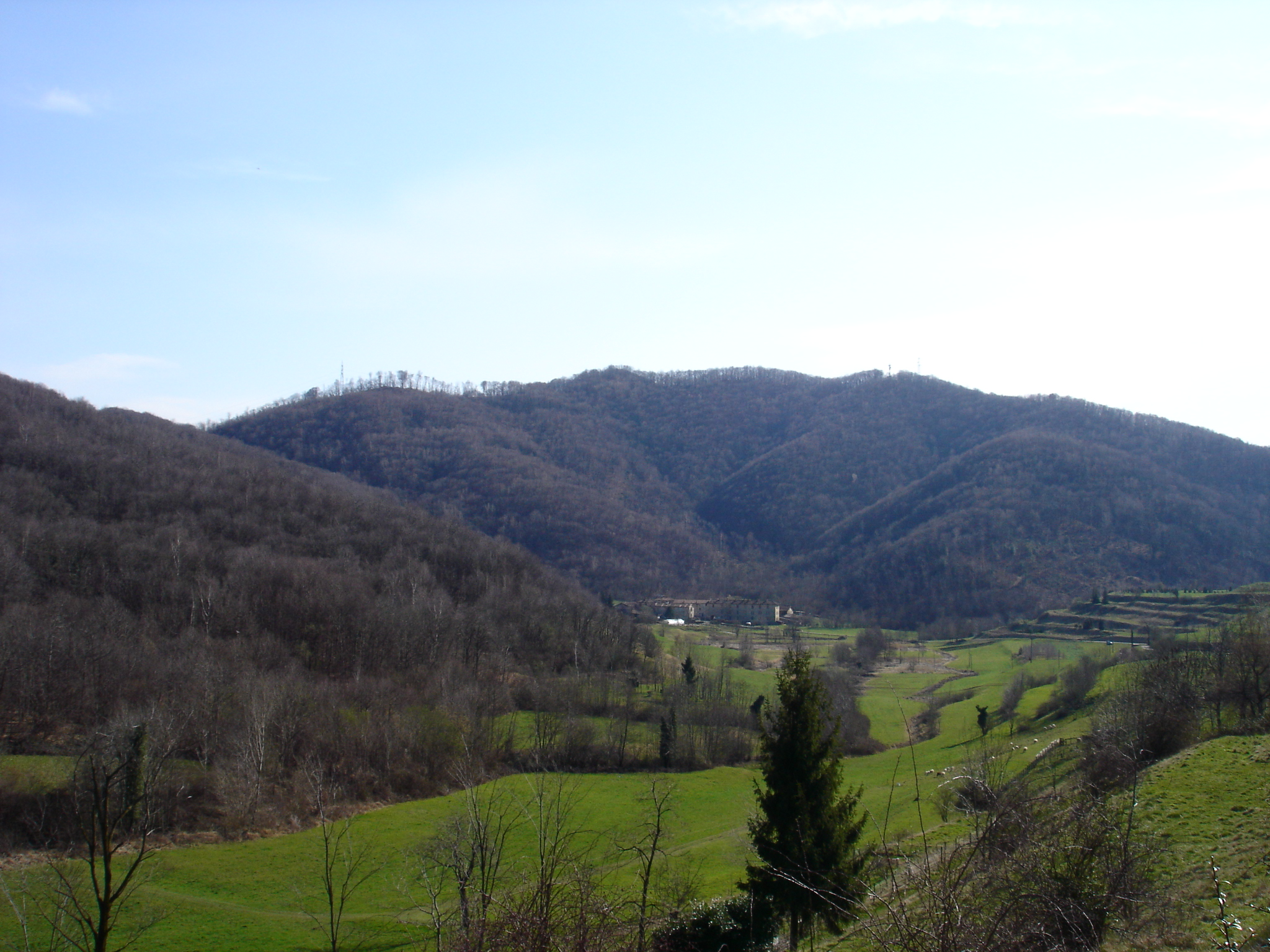
Колль-ди-Брианца

Бриа́нца — географический район у подножия Альп, расположенный на севере Италии в северо-западной части Ломбардии.
Он частично включает провинцию Монца-э-Брианца.
Провинции Милан, Комо и Лекко также являются составными частями района Брианца.

## География
Район простирается от коммуны Канцо на севере до территории Монца (на расстоянии примерно 3 км от исторического центра Милана) и от реки Севезо на запад до реки Адда. Также в районе протекает река Ламбро. Южные и западные территории в основном равнинные, а северные и восточные — холмистые.
Наиболее важные города района — Монца, Фино-Морнаско, Канту, Эрба, Мерате, Лезмо, Казатеново, Барцано, Лиссоне, Дезио, Сереньо, Карате-Брианца, Джуссано, Бриоско и Канцо.
В этом районе употребляются итальянский язык и язык Брианцо, диалект Западноломбардийского наречия.
Район является густонаселенным (плотность населения 1,372 чел/км²) и отличается своим плодородием. Из-за своей холмистой природы, является любимым летним куррортом для миланцев. Экономика района, среди прочего, включает производство мебели и имбусовых ключей.

## История
Территория современного района Брианца первоначально определилась во 2-м тысячелетии до н. э., или ранее.
Брианца находится в регионе Ломбардия (Лангобарды, занявшие эту территорию в 570 г., дали название региону Ломбардия).
Распространение Христианства датируется 3-м веком, в основном благодаря Святому Амвросию, большинство жителей Брианца следуют Амвросианскому обряду Католической церкви.
В настоящее время Брианца является частью региона Ломбардия, одного из 20-ти регионов Италии.
Брианца являлась домом для многих выдающихся деятелей поэзии, философии и истории медицины, таких как Джузеппе Парина, Джованни Баттиста Скалабрини и т. д.
Филиппо Турати, родившийся в Брианце, был одним из основателей Социалистической партии Италии.

## Происхождение названия
Название «Брианца» скорее всего, происходит от кельтского слова brig — «холм».
Также существует мнение, что «Брианца» (лат. Brigantia) происходит от названия кельтского племени Brigantes или Brigantii.
Согласно другой традиции, когда кельтский король en:Bellovesus основал Милан, его основной лейтенант, Brianteo (англ.) захватил ближайше географические районы, который получили название Брианца.
Названия и обозначения .
- в регионе: Brianza
- населения: Briantea, Brianteo, (Бриантео, Бриантеа, Бриантеи и Бриантии), Briantee, Briantei, (англ.))); Briantina/o, Briantine/i, Brianzuola, Brianzuolo, Brianzuole, Brianzuoli; Brianzola, Brianzolo, Brianzole, Brianzoli.
- идентичности: Briantitudine